# Palazzo delle Poste e dei Telegrafi (Torino)
Il Palazzo delle Poste e dei Telegrafi di via Alfieri a Torino è un edificio storico, dal 1911 sede direzionale cittadina dei servizi postali. L'edificio sorge nei pressi della centrale piazza San Carlo, sull'isolato di Santa Teresa già occupato dall'ex distretto militare. Gli isolati compresi tra le vie dell’Arsenale e XX Settembre divengono, dalla seconda metà dell’Ottocento, il centro finanziario della città. Vi trovano, infatti, sede, in grandi palazzi riadattati allo scopo o in edifici di nuova edificazione, le prime banche d’affari e, da inizio Novecento, le sedi dirigenziali di importanti aziende di servizi.
Il palazzo delle Poste e dei Telegrafi, progettato dall'ufficio tecnico municipale, conserva sulla facciata principale e negli ambienti di rappresentanza opere dello scultore Edoardo Rubino e dell'architetto Giulio Casanova.

## Storia

### Costruzione

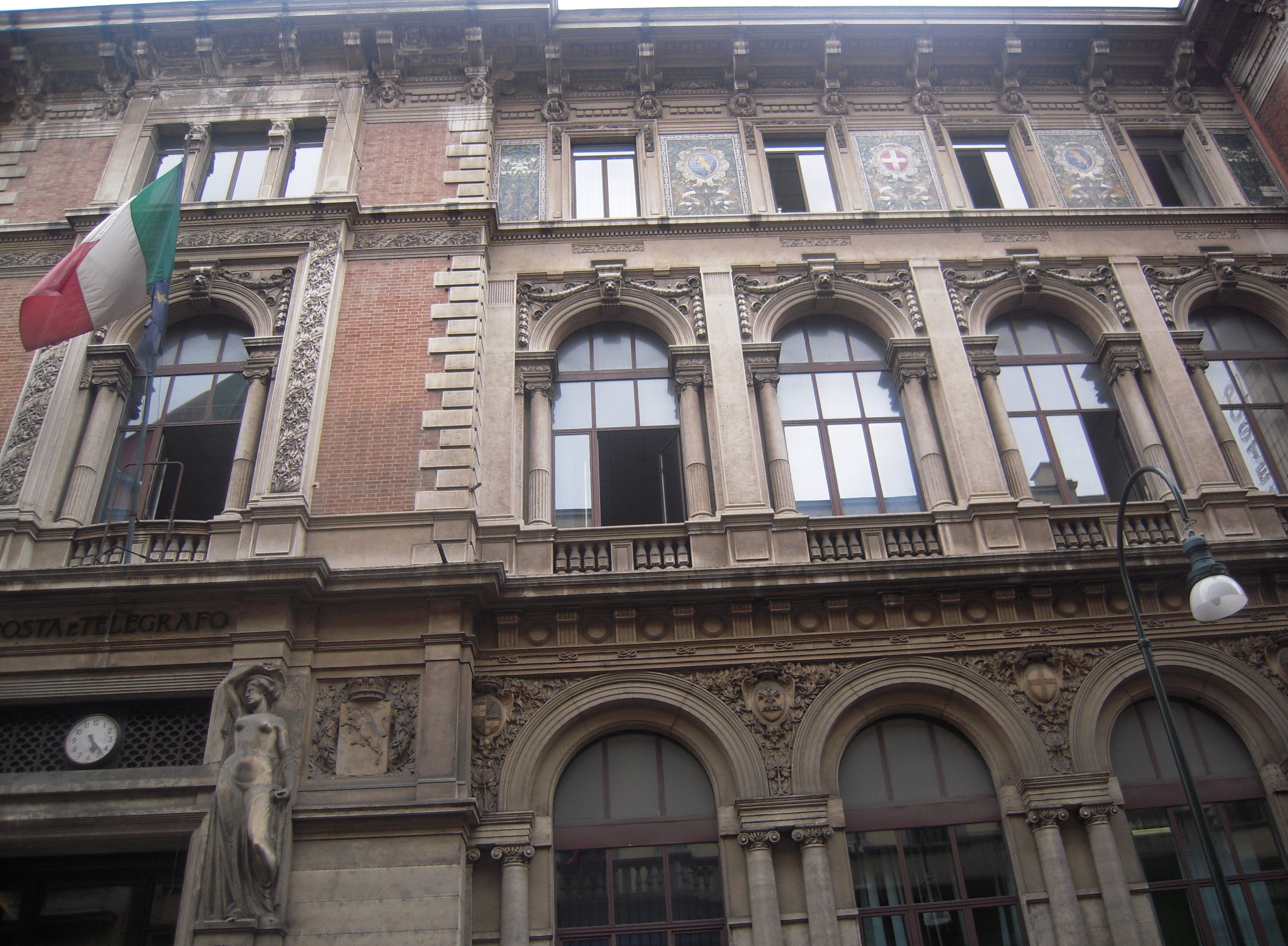
Facciata principale del palazzo delle Poste e dei Telegrafi, Torino, 1905-1911

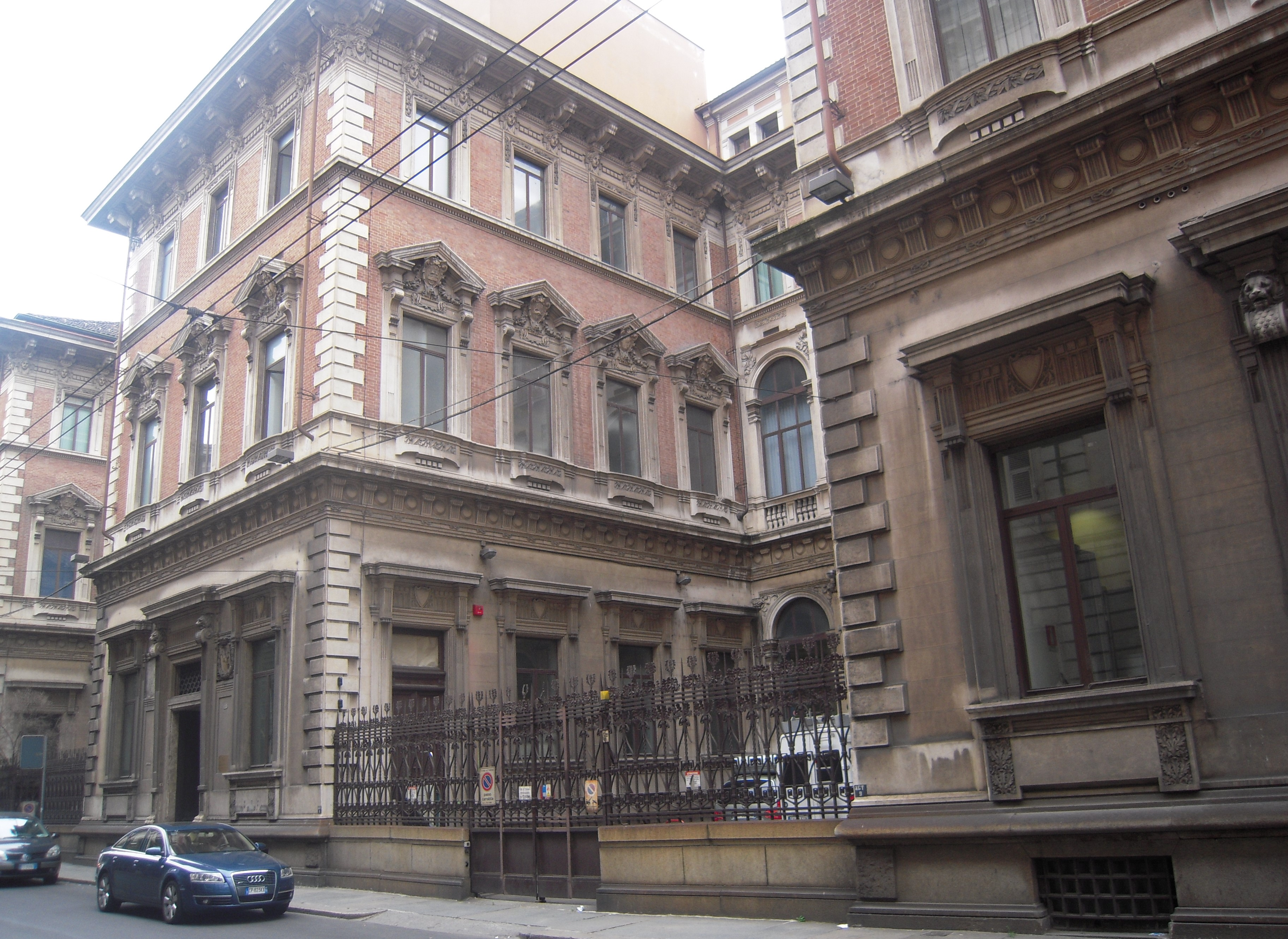
Prospetto su via dell'Arsenale del Palazzo delle Poste e dei Telegrafi, via Alfieri, Torino.

La trattativa tra il Ministero delle poste e dei telegrafi e il Municipio di Torino per la costruzione della sede centrale dei servizi postali e telegrafici ha inizio nel 1900. Il sindaco Severino Casana ne riferisce alla Giunta municipale il 10 marzo 1901. Il palazzo non dovrà essere sontuoso, ma di semplice eleganza, sufficientemente ampio per poter accogliere l'eventuale potenziamento dei servizi e costruito con caratteristiche che garantiscano buone condizioni di igiene e di comodità per i funzionari e per il pubblico. L’anno successivo, il 30 maggio 1902, il Consiglio comunale delibera una prima bozza di convenzione con lo Stato, approvata in forma definitiva il 24 luglio 1903 e ratificata con la legge ottantaquattro del 6 marzo 1904.
Il progetto è affidato all'ufficio tecnico municipale e prevede la costruzione di un edificio di 6000 m2 disposti su tre piani e un ammezzato e predisposto per future sopraelevazioni. Attraverso Cassa depositi e prestiti il Governo si impegna a rimborsare le spese per un ammontare massimo di lire 1.350.000.
Due temi accendono fin da subito il dibattito in Consiglio comunale e sui quotidiani locali: la dimensione dell'edificio e l’affidamento all'ufficio tecnico municipale della sua progettazione. L’aspetto dimensionale è sollevato l’11 gennaio 1904 dal consigliere Carlo Compans de Brichanteau, che richiama l'attenzione sulla possibilità che nuovi servizi possano trovare sede nel palazzo, facendo riferimento in particolare al servizio telefonico, del quale, tuttavia, non sono ancora chiari lo sviluppo e la diffusione. Il 17 maggio 1904 sul quotidiano “La Stampa” viene pubblicata una lettera, non firmata, in polemica con la «municipalizzazione dell’architettura» nella quale si contesta la scelta di non ricorrere a un concorso pubblico per la progettazione. Il tema è ripreso nella seduta del Consiglio comunale del giorno successivo da Davide Calandra, sostenuto da Ernesto Balbo Bertone di Sambuy e sarà a più riprese riproposto in sedute successive dallo stesso Calandra, da Giovanni Angelo Reycend, da Severino Casana cui è succeduto nell’incarico di sindaco Secondo Frola, dal di Sambuy e da Carlo Compans de Brichanteau. In tutte le occasioni di dibattito il sindaco Frola richiama quanto definito nella convenzione con il Governo circa il coinvolgimento dell’ufficio tecnico municipale, i vincoli di spesa imposti e le caratteristiche funzionali e distributive inderogabilmente fissate dal Ministero delle Poste e dal Consiglio superiore dei lavori pubblici.
Il progetto definitivo è deliberato dalla Giunta comunale il 14 agosto 1905 ed è coordinato dall'ingegner Ernesto Ghiotti, capo dell’ufficio tecnico, che ne assume la direzione lavori. Collaborano l’ingegner Giuseppe Barale, per gli aspetti strutturali, e l’architetto Camillo Dolza per la progettazione architettonica. Camillo Dolza è affiancato, per gli apparati decorativi degli spazi di rappresentanza, da due professionisti esterni al municipio: l’architetto Giulio Casanova e lo scultore Edoardo Rubino.
Il cantiere si chiude nel 1911 e l’inaugurazione ha luogo il 22 aprile alla presenza del presidente del Consiglio dei ministri Giovanni Giolitti, del ministro delle Poste e Telecomunicazioni Teobaldo Calissano e del sindaco, senatore Teofilo Rossi.

### Ampliamento
Nei decenni successivi il potenziamento dei servizi e nuove esigenze organizzative evidenziano la necessità di maggiori spazi. Negli anni trenta del XX secolo l’amministrazione Poste e Telegrafi acquisisce un nuovo lotto sul medesimo isolato verso la via Santa Teresa, per costruire un edificio in prosecuzione dell’affaccio su via dell’Arsenale, che entrerà in uso nel 1947. Quasi dieci anni più tardi sarà realizzata anche la sopraelevazione dell’edificio principale.
Nel 1980 la Direzione provinciale Poste e Telegrafi del Ministero delle Poste e Telecomunicazioni bandisce un appalto-concorso per il restauro conservativo, la ristrutturazione generale e il rifacimento degli impianti tecnologici delle poste centrali di Torino. È nuovamente necessario riorganizzare i servizi e soprattutto abbattere i consumi energetici e rinnovare e potenziare gli impianti tecnici esistenti, aggiungendone di nuovi. Modifiche che avviano un intervento di forte impatto sull'esistente. Il progetto prevede il restauro conservativo delle facciate dell’edificio «monumentale» e degli ambienti storici del piano terra, accessibili dall'ingresso principale su via Alfieri.

## Descrizione

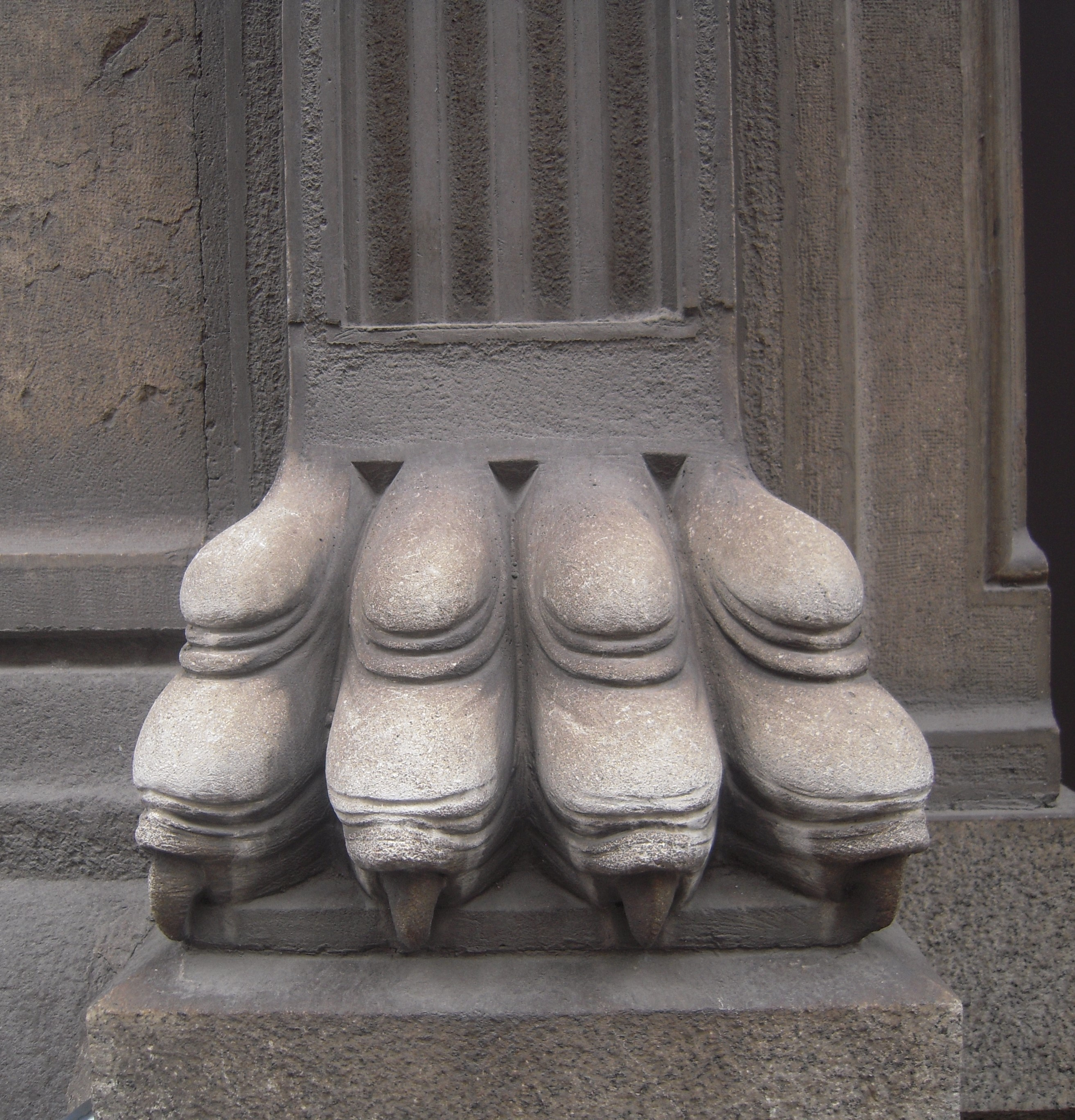
Particolare decorativo in litocemento a base di una lesena sul prospetto principale del Palazzo Poste e Telegrafi, via Alfieri, Torino, 1905-1911.

Il palazzo ha struttura in cemento armato con tamponamenti in mattoni. La pianta è organizzata intorno al grande salone per i servizi al pubblico, coperto da un’ampia struttura in metallo e vetro, che riprende il sistema di rifunzionalizzazione delle corti interne frequentemente adottato nei palazzi aristocratici sei-settecenteschi trasformati per ospitare le sedi di banche e assicurazioni. Anche la soluzione ad angolo smussato, sull'incrocio tra le vie dell’Arsenale e Alfieri, adotta l’uso di altri edifici limitrofi, pur non assolvendo, in questo caso, al ruolo di accesso di rappresentanza e asse di distribuzione degli spazi interni. L’ingresso è, infatti, collocato su via Alfieri, in asse alla facciata; il portale è affiancato da due cariatidi opera dello scultore Edoardo Rubino, cui si devono anche le figure alate ad alto rilievo del vestibolo, che dà accesso a un ampio atrio a impianto ellittico, riccamente decorati con motivi di gusto Liberty su progetto del Casanova. Dall'atrio il pubblico è distribuito ai diversi servizi: il salone con gli sportelli, il servizio telegrammi e le cabine dei telefoni, la sala di scrittura.
Gli elementi decorativi di facciata sono realizzati in pietra naturale e litocemento. Sulla facciata principale, all'ultimo piano, negli spazi tra le finestre, sono collocati gli stemmi delle province realizzati con piastrelle in ceramica smaltata, disegnate dall'architetto Giulio Casanova e realizzate dalla Manifattura Fontebuoni di Firenze.
La continuità dell'affaccio su via dell'Arsenale è interrotta dall'aprirsi di due corti, che alleggeriscono l'impatto dell'edificio sulla strada.
L’impresa dei lavori è assunta dall’ingegner Giuseppe Bellia e per il cemento armato interviene l’impresa Gianassi Pollino & Boffa. La ditta di plasticatori Musso fratelli e Papotti Francesco di Torino è incaricata della realizzazione di tutti gli apparati decorativi: in litocemento per le facciate, a stucco negli ambienti interni.